# Vicente Peñarrocha Lizondo
Vicente Peñarrocha Lizondo (València, 1965) és un guionista i director de cinema valencià. Va estudiar imatge i so a la Universitat Complutense de Madrid i psicologia a Santa Monica College (Estats Units). Es va especialitzar en producció cinematogràfica a l'American Film Institute i va estudiar la metodologia de William Layton. En tornar a Espanya va col·laborar en episodis de sèries de televisió com Villarriba y Villabajo (1994-1995), sota supervisió de Luis García Berlanga, la minisèrie Don Juan (1997), Periodistas (1998) i Un paso adelante (2002-2003).
El 2001 va debutaren cinema amb el guió de Nómadas, pel·lícula de baix pressupost premiada al Festival de Màlaga. El 2004 va escriure ei guió i va dirigir el seu primer llargmetratge, Fuera del cuerpo, pel que fou nominat al Goya al millor director novell i va guanya un dels Premis Turia al millor director novell. Després va dirigir episodis de sèries de televisió d'èxit com Sin tetas no hay paraíso (2008), Hay alguien ahí (2009) o La fuga (2012).

## Filmografia
- Fuera del cuerpo (2004)
- Arritmia (2007)
- María Montez: La película (2014)